# Enganyapastors cuapunxegut
L'enganyapastors cuapunxegut (Caprimulgus clarus) és una espècie d'ocell de la família dels caprimúlgids (Caprimulgidae) que habita boscos i sabanes de Sudan del Sud, centre i sud d'Uganda, sud d'Etiòpia, sud de Somàlia, Kenya i nord de Tanzània.